# Antonio Peñalver
Antonio Peñalver Asensio (Alhama de Murcia, 1º dicembre 1968) è un ex multiplista spagnolo.

## Palmarès
- Giochi olimpici

Barcellona 1992: argento nel decathlon.
- Europei - Indoor

Genova 1992: bronzo nell'eptathlon.
- Ibero-americani

Manaus 1990: oro nel decathlon.